# Sicista
A csíkos egér (Sicista) az emlősök (Mammalia) osztályának rágcsálók (Rodentia) rendjébe, ezen belül az ugróegérfélék (Dipodidae) családjába tartozó nem. A csíkosegérformák (Sicistinae) alcsaládjának az egyetlen neme.

## Rendszerezés
A nembe az alábbi 13 faj tartozik:
- örmény szöcskeegér (Sicista armenica) Sokolov & Baskevich, 1988
- északi szöcskeegér (Sicista betulina) Pallas, 1779
- kaukázusi szöcskeegér (Sicista caucasica) Vinogradov, 1925
- hosszúfarkú szöcskeegér (Sicista caudata) Thomas, 1907
- kínai szöcskeegér (Sicista concolor) Büchner, 1892
- grúziai szöcskeegér (Sicista kazbegica) Sokolov, Baskevich, & Kovalskaya, 1986
- Sicista kluchorica Sokolov, Kovalskaya, & Baskevich, 1980
- altáj szöcskeegér (Sicista napaea) Hollister, 1912
- szürke szöcskeegér (Sicista pseudonapaea) Strautman, 1949
- Szevercov-szöcskeegér (Sicista severtzovi) Ognev, 1935
- Strand-szöcskeegér (Sicista strandi) Formozov, 1931
- csíkos szöcskeegér (Sicista subtilis) Pallas, 1773 - típusfaj
- Tien-San hegységi szöcskeegér (Sicista tianshanica) Salensky, 1903